# پائولین مک دونالد
پائولین مک دونالد (انگلیسی: Pauline MacDonald؛ زادهٔ ۱۷ آوریل ۱۹۷۵) بازیکن فوتبال اهل بریتانیا است.
از باشگاه‌هایی که در آن بازی کرده‌است می‌توان به باشگاه فوتبال آرسنال اشاره کرد.
وی همچنین در تیم ملی فوتبال زنان اسکاتلند بازی کرده‌است.